# Lithophane cyrnos
Lithophane cyrnos là một loài bướm đêm trong họ Noctuidae.